# Ала ад-дин Хусайн-шах
Ала ад-дин Хусайн-шах (правил с 1493 по 1519 годы) — бенгальский султан, основавший династию Хусайн-шахов. Он был визирем султана абиссинской династии (Хабши) Шамс ад-дин Музаффар-шаха, и захватил власть после его убийства. После его смерти в 1519 году ему наследовал сын Насир ад-дин Нисрат-шах.

## Ранние годы
Хусайн-шах носил имя Сеид-Хусайн. Согласно хронике 1788 года Рияз-ус-Садалин, Хусайн был сыном мекканского шарифа Ашрафа Хусайни и происходил из Термеза. Историки называют его Сеид — что говорит о его арабском происхождении. На его монетах нередко указывается Султан Хусайн-шах бин-Саййед Ашраф уль-Хусайни. Приехав в Бенгалию, он стал Визирем султана Шамс ад-дин Музаффар-шаха.
Он поселился в деревне около Чандпара, в современном округе Муршидабад. Около 1494 он построил мечеть Кхерур. С ним ассоциируется также озеро Шекер-Дигхи.
Поначалу он секретно симпатизировал мятежникам, но потом прямо возглавил заговор и смог овладеть цитаделью, в которой Музаффар-шах застрелился. Согласно историку Низамуддин Ахмаду, султана убили охранники дворца по приказу Хусайна. На этом закончилось абиссинское владычество династии Хабши в Бенгалии.

## Правление
Около 25 лет его правления характеризуют как период мира и процветания. Он был также либерально настроен по отношению к индуизму.

### Первые действия
Взойдя на трон, Хусайн-шах отправил войска для защиты от разорения столичного города Гаур. 12 тысяч солдат были казнены, в казны были возвращены драгоценности, в том числе 13 тысяч золотых плит. Он расформировал преимущественно абиссинскую службу дворцовой охраны (паик), которые вносили основную смуту в дворцовую жизнь. Он устранил абиссинцев (Хабши) от должностей и поставил тюрков, арабов, афганцев и представителей местных народов ..

### Отношения сДелийским султанатом
Джаунпурский султан Хусайн-шах Шарки, потерпев поражение от Бахлола Лоди, отступил в Бихар, оставшись с небольшим владением. В 1494 году его победил Сикандар-шах Лоди, и он бежал в Бенгалию под защиту Хусайн-шаха. Сикандар-шах Лоди продолжит поход против Бенгала в 1495 году. Около Патны состоялась битва при Бархе, Сикандар-шаха Лоди удалось остановить и был заключён мирный договор. По Барху была проведена граница. Армия Джаупурского султаната при этом смогла объединиться с бенгальской армией.

### Занятие царстваКаматаи поход наКампур
С 1499 по 1502 годы Хусайн-шах послал генерала Исмаила Гази занять царство Камата, территория которого была аннексирована вплоть до Хаджо. Царь Каматы, Ниламбара был взят в плен, а столица ограблена. Событие было зафиксировано в надписи из Малды..

### Походы наОриссу
Правитель Ориссы в 1508-9 годах отправился в экспедицию на юг, а генерал Исмаил Гази направил войска на Мандаран (округ Хугли). Правитель Ориссы успел вернуться и дать отпор, Мандаран не был взят, и напряжённость с Ориссой сохранялась за всё время правления Хусайн-шаха.

### Походы наТрипутуиАракан
Согласно королевской хронике Трипуры Рджмала, Хусайн-шах предпринимал четыре похода, но не смог овладеть Трипурой. Согласно надписи Сонаргаон Кхавас-хана (1513) Хуссайн-хан всё-таки смог аннексировать часть Трипуры.
Правитель Аракана во время этих войн был в союзе с Трипурой, Он оккупировал Читтагонг, выгнав оттуда войска Хусайн-шаха. Только в 1513 Чхутти-хан снова смог вернуть Читтагонг Бенгалии. Война длилась предположительно до 1516 года.

### Отношения с Португалией
Васко да Гама прибыл в Индию в 1498 году на корабле. Хусайн-шах установил дипломатические отношения с португальцами.

## Культурная деятельность
Правление Хусайн-шаха отмечается расцветом бенгальской литературы, он оказывал покровительство литературе, и поэты возвеличивали его, сравнивая с индуистскими богами.
В частности, во время его правления появилось переложение Махабхараты на бенгальский язык (Pandabbijay). Биджай Гупта написал знаменитую поэму Манасамангал Кавья.

## Религиозная толерантность
Период правления Хусайн-шаха ознаменовался высокой степенью толерантности по отношению к индуистским святыням. Однако во время Орисской кампании были разрушены многие индийские храмы. Во время правления Алауддин Хусайн-шаха жил известный гаудия-вайшнавский святой Санатана Госвами.